# Eritrea (provincia)
Eritrea (en amárico ኤርትራ) fue una de las antiguas provincias de Etiopía, con capital en la ciudad de Asmara. Surgió tras la anexión por parte de Etiopía en 1962, y se separó en 1993 como consecuencia de una guerra de independencia, resultando en el Estado de Eritrea.

## Historia
Italia reconoció en 1947 que Eritrea ya no estaba bajo su dominio colonial. Después de la Segunda Guerra Mundial, las Naciones Unidas optaron por una federación de Eritrea con el Imperio de Etiopía. Eritrea fue transferida al cuidado de las Naciones Unidas el 15 de septiembre de 1952, y en el mismo año fue federada con Etiopía como la provincia autónoma de Eritrea.

### Federación
Sin embargo, el gobierno del Imperio de Etiopía centralizaba todo el país, tanto así que el lenguaje amárico se hizo el idioma oficial en Eritrea, el gobierno regional fue rebajado a una autoridad administrativa en 1960 y el parlamento fue obligado a disolverse en 1961.
Antes de la anexión de Eritrea, fue depuesto el juez principal. El estatus oficial de las lenguas de Eritrea fueron eliminadas en favor del idioma oficial nacional de Etiopía (el amhárico). En el momento de la anexión, los derechos de intervención federal de la Corona de Etiopía no fueron transferidos al Presidente del Tribunal Supremo de Eritrea. Esto estaba en contradicción directa con la Resolución 390 A(V) de la ONU, que había creado la federación.
La estructura federal, o al menos algo que aparentaba serlo, existió entre el 15 de septiembre de 1952 y el 14 de noviembre de 1962. El 14 de noviembre de 1962, la Federación se disolvió oficialmente y Eritrea fue anexada por Etiopía. Esto se logró mediante la presión de Haile Selassie sobre la Asamblea Nacional de Eritrea para abolirla.

### Centralización
Debido a la centralización, en Eritrea surgieron varios grupos de resistencia y movimientos de liberación contra el gobierno etíope. Primero apareció el Frente para la Liberación de Eritrea, del cual se separó en 1970 el Frente Popular para la Liberación de Eritrea. Este último se convirtió en la única fuerza política en la provincia después de varias guerras civiles, y expulsó al Frente de Liberación de Eritrea hacia Sudán. Los miembros del frente libertario se aliaron con los movimientos de resistencia etíopes que querían derrocar al gobierno y encabezaron una guerra civil nacional.
Tras la caída del Derg en 1987 y el establecimiento de la República Democrática Popular de Etiopía, el sistema administrativo también fue reformado. Eritrea recuperó su autonomía con el objetivo de desactivar el conflicto bélico con los libertarios. Sin embargo, en la región que rodeaba a la ciudad de Assab, anteriormente eritrea, se creó la región autónoma de Assab como un área autónoma para los afar. La Región Autónoma de Assab también incluía las otras áreas etíopes donde habitaban los afar.
El Frente Popular para la Liberación de Eritrea dirigió la lucha en la región autónoma de Assab, incendiando y conquistando la ciudad en 1991. La capital provincial, Asmara, cayó el 24 de mayo, y así terminó la guerra revolucionaria. Después de que terminó la guerra, se formó el Gobierno de transición de Etiopía y Eritrea se mantuvo durante dos años más como una provincia de Etiopía, hasta que finalmente se independizó en 1993 y formó su propio gobierno de transición.